# 三工河

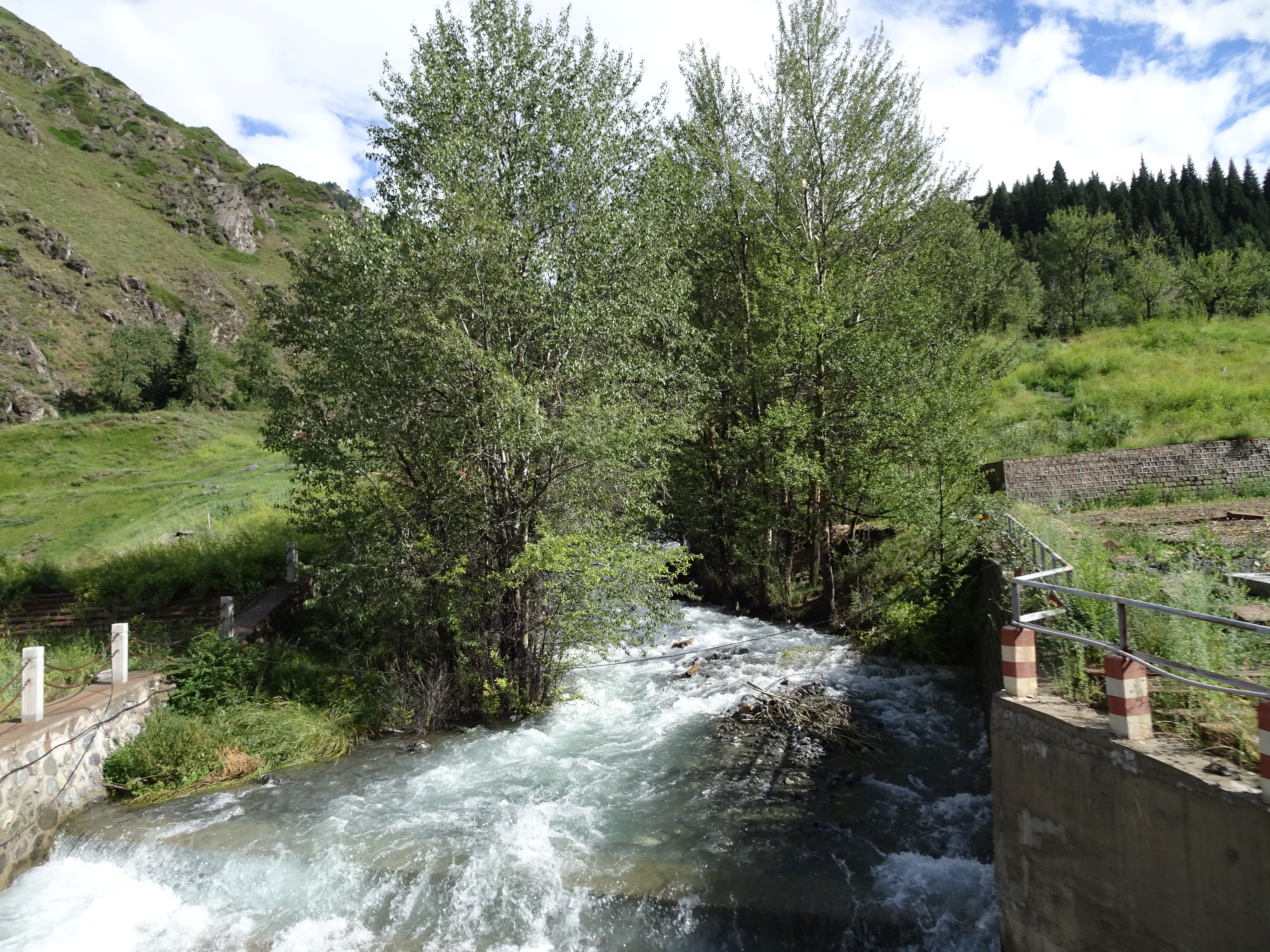
天山天池景区河段

三工河，位于中华人民共和国新疆维吾尔自治区昌吉回族自治州阜康市境内的一条河流，发源于阜康市南部天山山脉博格达峰西北侧的以肯起达坂，西北流注入天山天池，出天池后向北流经三工河哈萨克民族乡，于阜康林场管理局驻地附近出山口，出山口处建有引入式红星水库，出山口后继续向北，经九运街镇灌区后注入新疆生产建设兵团二二二团水管所生活区以北的冰湖水库，水库以下河流最终消失于古尔班通古特沙漠南缘。出山口以上河长36千米，集水面积295平方千米，年均径流量0.5亿立方米。